# Мача (приток Печоры)
Мача — река в России, протекает по Республике Коми. Устье реки находится в 426 км по левому берегу реки Печора на высоте 12 м над уровнем моря напротив западной оконечности острова Язевский.
Длина реки составляет 26 км.

## Данные водного реестра
По данным государственного водного реестра России относится к Двинско-Печорскому бассейновому округу, водохозяйственный участок реки — Печора от впадения реки Уса до водомерного поста Усть-Цильма, речной подбассейн реки — бассейны притоков Печоры ниже впадения Усы. Речной бассейн реки — Печора.
Код объекта в государственном водном реестре — 03050300112103000078398.